# Campo (Irijo)
Campo (llamada oficialmente Santa María de Campo) es una parroquia del municipio español de Irijo, en la provincia de Orense, Galicia.

## Toponimia
La parroquia también es conocida por el nombre de Santa María do Campo.

## Organización territorial
La parroquia está formada por veintidós entidades de población:
- Baxín
- Campinas (As Campinas)
- Cardedo (O Cardedo)
- Casares
- Condomiña (A Condomiña)
- Esfarrapa (A Esfarrapa)
- Estación (A Estación)
- Filgueira
- Hermida (A Ermida)
- Irixo  (O Irixo), formado por la unión de los lugares de:[3]
  - As Laxas
  - A Ponte
- Irixo de Arriba (O Irixo de Arriba)
- Laíña
- Lama (A Lama)
- Marnotes
- Menaz
- Orosa
- Porto da Veiga
- Reguega
- Tellado do Campo (O Tellado do Campo)
- Vila

## Demografía
| Gráfica de evolución demográfica de Campo entre 2000 y 2022 |
|                                                             |
| Datos según el nomenclátor publicado por el INE.            |